# Герб сельского поселения Пышлицкое
Герб сельского поселения Пышлицкое — официальный символ сельского поселения Пышлицкое Шатурского района Московской области Российской Федерации.
Герб утвержден решением Совета депутатов сельского поселения Пышлицкое от 28.07.2011 № 6/23 и внесен в Государственный геральдический регистр Российской Федерации под номером 7219.

## Описание герба
«В зеленом поле над включенной узкой лазоревой оконечностью — золотой Архангел Михаил в доспехах и плаще, держащий в правой руке меч, обращенный вверх и вправо, а в левой ножны, и пониженно сопровожденный по сторонам малыми отвлеченными елями того же металла».
Герб сельского поселения Пышлицкое может воспроизводиться с вольной частью в соответствии со ст. 10 Закона Московской области № 183/2005-ОЗ «О гербе Московской области».

## Обоснование символики
В основе герба сельского поселения Пышлицкое языком символов и аллегорий гармонично отражены история и духовное наследие, оберегаемое жителями.
Поселение, территорию которого составляют 35 поселков, сел и деревень, имеет богатую историю.
Впервые село Пышлицы упоминается в 1627 году как деревня Костино. В знаменитой писцовой Владимирской книге, составленной В.Кропоткиным, записано: «За Львом Никифоровым сыном Матюшкиным — в поместье по Государеве Цареве великого князя Михаила Федоровича всея Руси ввозной грамоте, за подписью дьяка Неупокоева Кокошкина, в 7135 (1627) году, что он выменял у новгородца Ивана Лизунова в Тереховском кромине сельцо, что была деревня Костино в суходоле…».
В 1732 году по благословению Священного Синода в деревне Костино была построена церковь в честь Михаила Архангела. Идущие в этот храм богомольцы, так водилось на Руси, говорили: «иду к Архангелу», «иду в Архангельское». И впоследствии деревня Костино сначала в разговорах, а затем и в документах была переименована. В документах встречаются оба названия: и село Архангел и село Архангельское. В 1790 году по итогам генерального межевания Рязанской Губернии в «Экономических примечаниях к плану генерального межевания Рязанской губернии» село Костино впервые официально упоминается как село Архангельское.
Недалеко от села Архангельское, а по сути, на его окраине находилась деревенька Пышлицы. В годы коллективизации возникает колхоз им. Сталина, объединивший крестьян с. Архангельского и д. Пышлицы. В 1939 году согласно Указу Президиума Верховного Совета РСФСР (от 7 июня 1939 г) село Архангел (так в документах) переименовано в село Пышлицы.
В гербе поселения, фигура Михаила Архангела, символизирует старинное название села — «Архангел». Являясь вождем воинства Господня, Архистратиг Михаил считается покровителем воинов, бьющихся за правое дело. Жители Пышлицкого края в годы Великой Отечественной войны, вместе со всем русским народом, встали на защиту нашей Родины. Многие из них не вернулись с полей сражений. Пышлицкая земля дала нашей Родине трех славных Героев и заступников России, летчиков: А. П. Савушкина (д. Демино), Н. П. Кочеткова (д. Филелеево), М. Д. Никишина (д. Воропино).
День празднования села Пышлицы отмечается ежегодно 19 сентября. Русская Православная Церковь в этот день отмечает праздничный день под названием «Чудо явления иконы Михаила Архангела».
Золото — символ богатства, стабильности, уважения, интеллекта.
Зеленое поле и лазоревая оконечность повторяет основные цвета герба Шатурского муниципального района, что символизирует общность территории и единство сельского поселения и муниципального района.
Зелёный цвет — цвет природы, дополняет символику герба и означает достаток, процветание, стабильность.
Символика природы также подчеркнута изображением золотых елей.
Лазурь (голубой цвет) — символ чести, преданности, истины, красоты, добродетели и чистого неба.